# مارتي هونان
مارتي هونان (بالإنجليزية: Marty Honan)‏ هو لاعب كرة قاعدة أمريكي، ولد في 29 مايو 1869 في شيكاغو في الولايات المتحدة، وتوفي بنفس المكان في 20 أغسطس 1908.

## وصلات خارجية
- مارتي هونان على موقعبيزبول رفرنس.كوم (الدوري الرئيسي) (الإنجليزية)